# Ladovica
Ladovica (cyr. Ладовица) – wieś w Serbii, w okręgu jablanickim, w gminie Vlasotince. W 2011 roku liczyła 806 mieszkańców.